# Lista över militanta tamilska grupper i Sri Lanka

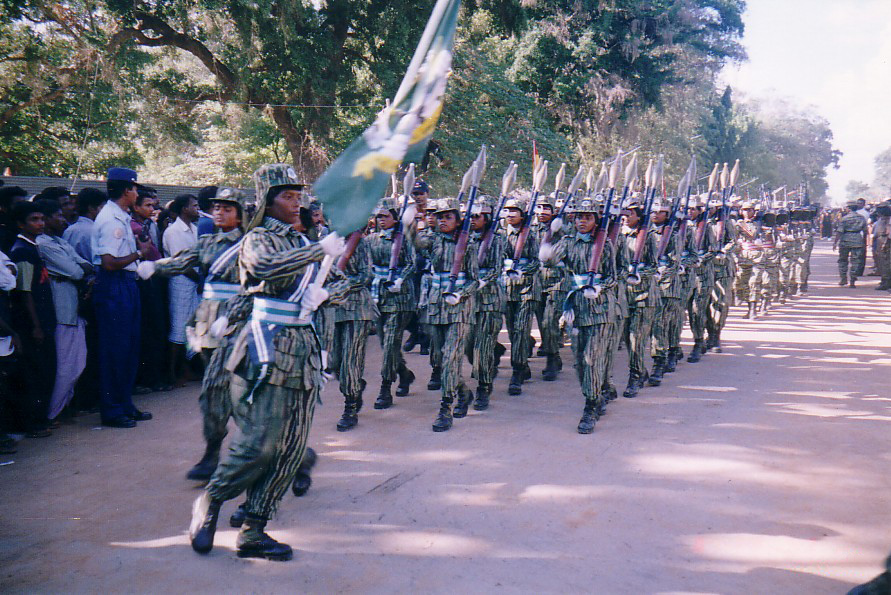
Kvinnlig enhet inom LTTE.

Detta är en lista över grupper som vid något tillfälle har fört en väpnad kamp för en tamilsk stat i Sri Lanka.

## Militärt aktiva grupper
- LTTE - Liberation Tigers of Tamil Eelam. Den dominerande militanta gruppen sedan mitten av 1980-talet.
- TMVP - Tamileela Makkal Viduthalai Pulikal. Utbrytargrupp från LTTE som samarbetar med regeringen och strider mot LTTE.

## Politiskt aktiva grupper
- PLOTE - People's Liberation Organisation of Tamil Eelam. Var i början av 80-talet en av de större militanta grupperna. I dag är PLOTE ett mindre politiskt parti.
- TELO - Tamil Eelam Liberation Organisation. Var liksom PLOTE en av de större grupperna, tills 1986, då hela dess ledarskap utplånades i strider med LTTE. Ingår i dag, som politiskt parti, i den tamilska alliansen Tamil National Alliance, TNA.
- EPRLF - Eelam People's Revolutionary Front. Aktiv som väpnad grupp 1983-1991. Ingår i dag i TNA.
- EPDP - Eelam People's Democratic Party. Politiskt parti vars paramilitära styrkor har kämpat tillsammans med regeringen mot LTTE.

## Nedlagda grupper
- EROS - Eelam Revolutionary Organisation of Students. Bildad av exiltamiler i London 1975. Mer ideologiskt präglad än de övriga grupperna, och deltog sällan i strider.

### Mindre grupper, nu nedlagda
- ELO – Eelam Liberation Organisation (1975).
- EM – Eagle Movement
- ERCP – Eelam Revolutionary Communist Party
- GATE – Guerrilla Army of Tamil Eelam
- NLFTE – National Liberation Front of Tamil Eelam (maoistisk)
- PLA – People's Liberation Army, EPRLF:s väpnade gren.
- PLP – People's Liberation Party
- TEA – Tamil Eelam Army
- TELA – Tamil Eelam Liberation Army, en utbrytargrupp från TELO. Uppgick senare i PLOTE.
- TELE – Tamil Eelam Liberation Extremists
- TENA – Tamil Eelam National Army
- TERO – Tamil Eelam Revolutionary Organisation, en utbrytargrupp från TELO.
- TLO – Tamil Liberation Organisation, föregångare till TELO.
- TNT – Tamil New Tigers (1972-1976), föregångare till LTTE.